# Lowry Cole (4e comte d'Enniskillen)
Pour les articles homonymes, voir Cole.
Lowry Egerton Cole, 4e comte d'Enniskillen, (21 décembre 1845-28 avril 1924), titré vicomte Cole de 1850 à 1886, est un pair irlandais et un député conservateur.

## Biographie
Il est le deuxième - mais l'aîné survivant - fils de William Cole (3e comte d'Enniskillen) et de son épouse, Jane Casamaijor. Il fait ses études au Collège d'Eton.
En tant que Lord Cole, il est nommé haut-shérif de Fermanagh pour 1870, puis élu à la Chambre des communes pour Enniskillen en 1880, siège qu'il occupe jusqu'en 1885, date à laquelle la circonscription est supprimée. L'année suivante, il succède à son père comme quatrième comte d'Enniskillen et entre à la Chambre des lords.
Lord Enniskillen est nommé Chevalier de l'Ordre de Saint-Patrick (KP) dans la liste des honneurs du couronnement de 1902 publiée le 26 juin 1902  et est investi par le Lord lieutenant d'Irlande, George Cadogan (5e comte Cadogan), au château de Dublin le 11 août 1902.

## Vie privée

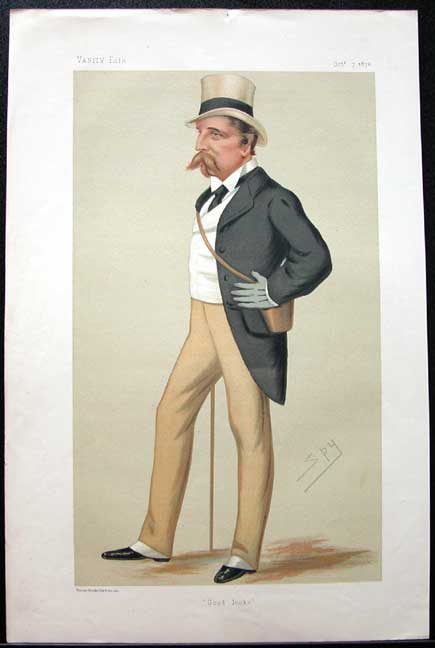
'Bonnes allures'. Caricature de Lord Enniskillen par Spy, publiée dans Vanity Fair en 1876.

Il épouse Charlotte Marion Baird, fille du riche homme d'affaires écossais Douglas Baird et sa femme Charlotte Acton, en 1869. L'année suivante, il est cité comme l'un des deux codéfendeurs dans l'affaire de divorce intentée par Charles Mordaunt, ancien député, contre sa femme, Harriet, dans laquelle le prince Albert Edward, le prince de Galles (futur roi Edward VII), est appelé à témoigner. Le divorce est refusé car Lady Mordaunt est jugée folle, mais est finalement accordé en 1875 puisque Cole n'a pas contesté l'affirmation selon laquelle il est le père de la fille de Lady Mordaunt, Violet (1869-1928), plus tard marquise de Bath. Lord Enniskillen est décédé en avril 1924, à l'âge de 78 ans, et l'aîné survivant, John lui succède. Lady Enniskillen est décédée en 1937.
Le troisième fils de Lord Enniskillen est Galbraith Lowry Egerton Cole (en) (1881–1929), un colon pionnier (1905) d'Afrique orientale britannique. Son ranch Kekopey sur le lac Elementaita, au Kenya, où il est enterré, est conservé aujourd'hui sous le nom de Lake Elementaita Lodge.
Sa fille, Lady Florence Anne Cole, épouse Hugh Cholmondeley (3e baron Delamere) de Vale Royal (né le 28 avril 1870, décédé le 13 novembre 1931) .